# 월터 듀랜티
월터 듀랜티(Walter Duranty, 1884년 5월 25일 – 1957년 10월 3일)는 러시아 내전(1917–1923)에서 볼셰비키가 승리한 후 14년(1922–1936) 동안 뉴욕 타임스의 모스크바 지국장을 지낸 영국계 미국인 언론인이다.
1932년 듀랜티는 소련에 대한 일련의 보고서로 퓰리처상을 수상했는데, 이 중 11개는 1931년 6월에 발행되었다. 그는 나중에 소련의 광범위한 기근(1930–1933)을 부정한 것으로 비판받았는데, 특히 홀로도모르에 대한 부정이었다. 1990년부터 퓰리처 위원회에 듀랜티의 상을 취소하라는 요청이 있었다. 위원회는 수상을 취소하지 않았고 2003년에는 수상의 근거가 된 기사들에 "고의적인 기만의 명확하고 설득력 있는 증거"가 포함되어 있지 않다고 밝혔다.

## 초기 생애와 경력
듀랜티는 중산층 랭커셔주 가문에서 에멀린(옛 성은 허친스)과 윌리엄 스틸 듀랜티의 아들로 태어났다. 그의 조부모는 1842년에 서인도 제도에서 체셔주 위럴반도의 버컨헤드로 이주하여 성공적인 상인 사업을 시작했으며, 그의 아버지는 그곳에서 일했다. 그는 영국에서 가장 명문 사립 학교 중 하나인 해로우 스쿨에서 공부했지만, 가업의 갑작스러운 붕괴로 인해 1899년에 베드퍼드 스쿨로 전학했다. 그는 1903년에 임마누엘 칼리지 (케임브리지 대학교)에 장학금을 받고 입학하여 일등 학위를 받으며 졸업했다.
교육을 마친 후, 듀랜티는 파리 (프랑스)로 이주하여 알리스터 크롤리를 만나 그와 함께 마법 의식에 참여했다. 듀랜티는 크롤리의 정부인 제인 셰론과 관계를 맺었고, 결국 그녀와 결혼했다.
눈물 없는 마법에서 크롤리는 듀랜티를 "나의 오랜 친구"라고 부르며 듀랜티의 책 《내가 좋아하는 대로 쓰다》(I Write as I Please)를 인용한다.
제1차 세계 대전 중 듀랜티는 뉴욕 타임스의 기자로 일했다. 듀랜티가 보도한 1919년 파리 강화 회의에 대한 기사는 그를 언론인으로서 더 널리 알리게 했다. 그는 새로 독립한 발트 3국의 사건들을 보도하기 위해 라트비아 리가로 이주했다.

## 모스크바에서의 경력
듀랜티는 1921년 소련으로 이주했다. 1924년 프랑스에서 휴가 중 기차 사고로 왼쪽 다리를 다쳤다. 수술 후 외과의사는 괴저를 발견하고 다리를 절단했다. 회복한 듀랜티는 소련으로 돌아왔다.
혼합 경제를 시행했던 신경제정책 기간 동안 듀랜티의 기사는 광범위한 관심을 끌지 못했다. 그러나 소련 산업과 농업을 변화시키려는 목표를 가진 제1차 5개년 계획 (1928–1933)이 시작된 후, 그는 이오시프 스탈린과의 단독 인터뷰를 허락받았고, 이는 언론인으로서 그의 명성을 크게 높였다. 듀랜티는 12년 동안 모스크바에 머물렀다.
1934년 미국에 정착한 후, 듀랜티는 뉴욕 타임스와 고용 계약을 맺었는데, 계약 조건에 따라 매년 몇 달 동안 모스크바에 머물러야 했다. 이 역할로 그는 1936년~1938년 스탈린의 정치적 반대자들에 대한 공개 재판을 보도했다.

### 소련에 대한 견해
1932년 퓰리처상 수상작인 1931년 일련의 보고서에서 듀랜티는 러시아인들이 사고방식이 "아시아적"이며 공동의 노력을 중시하고 전제 정부를 필요로 한다고 주장했다. 그는 러시아인들이 개인주의와 개인 기업을 사회적 혼란을 초래하는 이질적인 개념으로 보았으며, 그것들이 서방 세계에게 참주와 공산주의가 용납될 수 없는 것과 마찬가지로 그들에게도 용납될 수 없다고 주장했다.
표트르 1세 시대부터 서구의 이상을 러시아에 적용하려던 시도는 유럽의 식민주의 형태였으며, 이는 1917년 혁명으로 마침내 쓸려나갔다고 그는 썼다. 블라디미르 레닌과 그의 신경제정책은 모두 서구 사상에 오염된 실패작이었다. 듀랜티는 스탈린이 정치적 경쟁자가 없었기 때문에 신경제정책을 폐지했다고 믿었다. 우크라이나의 기근은 스탈린의 입지가 재앙으로 인해 진정으로 위협받지 않았기 때문에 조직적인 반대가 없었음을 보여주었다. 스탈린은 레닌이 실패했던 곳에서 성공했다. 그는 협박을 통해 "제국적 사상의 독재자를 재건하고 스스로를 책임자로 세웠다." "스탈린은 자신을 독재자로 보지 않았고, 더 나은 이름이 없어서 스탈린주의라고 부른 '신성한 불꽃의 수호자'로 보았다." 스탈린의 5개년 계획은 러시아 국민을 위한 새로운 삶의 방식을 구현하려는 시도였다.
듀랜티는 1931년 소련의 사고방식이 카를 마르크스의 사상으로 인해 형성된 인식과 크게 다르다고 주장했다. 그는 스탈린주의를 마르크스주의와 레닌주의의 통합으로 보았다. 퓰리처상에 제출된 그의 기사 중 하나에서 듀랜티는틀:How 기근을 초래한 소련의 행동에 대해 의견을 피력한다.
듀랜티는 러시아 북부, 시베리아, 카자흐스탄의 노동 수용소로 보내지는 개인들에게 소련 사회에 다시 합류하거나 특권 없는 외부인이 되는 선택권이 주어졌다고 주장하기도 했다. 그러나 그는 시스템을 받아들일 수 없는 사람들에게 "그러한 적들의 최종 운명은 죽음이다"라고 인정했다. 그는 시스템이 잔인하다고 묘사하면서도, "그것에 대해 찬성하거나 반대할 의도가 없으며, 진실을 말하려는 목적 외에는 다른 목적이 없다"고 말했다. 그는 잔인한 집단화 캠페인이 소련의 아시아적 사고방식을 가진 대중을 "이후에 끌어올릴 희망이나 약속"에 의해 동기가 부여되었으며, 이는 오직 역사가 판단할 수 있다고 주장했다.
듀랜티는 스탈린주의 체제의 잔혹성을 인정하면서도 그 필요성을 옹호했다.
듀랜티의 동기는 뜨겁게 논쟁되었고, 그의 보도는 소련에 대해 너무 비판적이지 않았으며, 소련 선전 (사회학)을 합법적인 보도로 제시했다고 비난받는다.
이반 4세에 비유될 만한 제국적, 국가적, "진정으로 러시아인적인" 독재자로서의 이오시프 스탈린을 칭송한 듀랜티는 동시대 일부 백계 러시아인들의 견해와 유사한 견해를 표명했다. 즉, 1920년대 스메노베호프츠 운동과 유라시아주의, 믈라도로시 그룹의 흐름을 반영한 것이었다. (물론 스탈린은 러시아인이 아니라 조지아인이었고, 멀리 오세트인 조상이 있었을 수도 있다 – 그의 친할아버지는 오세트인이었을 가능성이 있다. – 이는 그가 평생 동안 축소했던 사실이다.)
1933년 스탈린은 이러한 칭찬과 평가에 대해 듀랜티가 "우리나라에 대한 진실을 말하려 노력했다"고 말하며 보상했다.

### 1932–1933년 기근 보고
1933년 3월 31일 뉴욕 타임스에서 월터 듀랜티는 기근 보도를 비난했으며, 특히 이틀 전 베를린에서 우크라이나의 기아를 목격하고 그들의 곤경에 대해 널리 발표된 보도 자료를 발행했던 웨일스 언론인 가레스 존스를 공격했다. (존스의 보도 자료는 그 직전에 말콤 머거리치가 가디언에 기근을 묘사한 세 개의 서명 없는 기사 바로 뒤에 나왔다.)
"러시아인들은 배고프지만 굶어 죽지는 않는다"라는 제목 아래 듀랜티의 기사는 상황을 다음과 같이 묘사했다.
영국과 소련 간에 영국 엔지니어 피고인들을 둘러싼 외교적 대결이 한창일 때, 영국 소식통에서 소련의 기근에 대한 대대적인 경고성 기사가 미국 언론에 실렸는데, "수천 명이 이미 사망했고 수백만 명이 기아로 인한 사망의 위협을 받고 있다"는 내용이었다.
"외교적 대결"은 소련에서 일하던 메트로폴리탄-비커스 사의 엔지니어들이 체포된 메트로-비커스 사건을 언급한 것이었다. 그들이 건설 중이던 공장을 "파괴"(사보타주)했다는 혐의로 소련 시민들과 함께 기소되었고, 그들은 제1차 5개년 계획 동안 안드레이 비신스키가 주재한 일련의 공개 재판의 대상이 되었다.
5개월 후(1933년 8월 23일), 또 다른 뉴욕 타임스 기사에서 듀랜티는 다음과 같이 썼다.
러시아의 기근에 대한 어떤 보고서도 오늘날 과장되거나 악의적인 선전이다. 그러나 지난 한 해 동안 특히 곡창 지대인 우크라이나, 북캅카스 지방 [즉 쿠반 지역], 하 볼가 지역의 전체 인구에 영향을 미친 식량 부족은 큰 인명 손실을 초래했다.
듀랜티는 "총 인구 4천만 명이 넘는 특정 지방에서 사망률이 '최소한 세 배'로 늘었다고 가정하는 것이 보수적"이라고 결론지었다. 기근 이야기에 대한 언론의 공방은 듀랜티의 명성을 손상시키지 않았다. 더 네이션은 당시 그의 보도를 "세상 어떤 신문에도 실린, 새로운 국가가 만들어지는 과정에서 가장 계몽적이고 냉정한 기사"라고 평가했다.
1933년 11월, 미국과 소련 간의 관계 수립을 초래한 민감한 협상 끝에, 뉴욕 시 월도프-아스토리아 호텔에서 소련 외무장관 막심 리트비노프를 위한 만찬이 열렸다. 참석자들의 이름이 차례로 불리고 손님들의 정중한 박수를 받았지만, 듀랜티의 이름이 불리자 알렉산더 울컷은 "유일하게 정말로 길고 요란한 소동이 일어났다... 사실, 미국이 통찰력의 발작으로 러시아와 월터 듀랜티를 동시에 인정하는 듯한 인상을 받았다"고 썼다.
비판적인 듀랜티 전기 《스탈린의 변론가》(Stalin's Apologist)의 저자 샐리 J. 테일러는 소련에서의 그의 보도가 1933년 미국 대통령 프랭클린 D. 루스벨트가 소련을 공식 인정하기로 결정한 주요 요인이었다고 주장한다.

## 이후 경력
1934년, 듀랜티는 모스크바를 떠나 리트비노프를 비롯한 소련 관리들과 함께 백악관을 방문했다. 그는 1940년까지 뉴욕 타임스의 특별 특파원으로 활동했다.
1940년 이후 그는 소련에 관한 여러 권의 책을 썼다. 그의 이름은 작가 조지 오웰이 공산주의에 너무 동정적이거나 공산주의 요원으로 보상받았을 가능성 때문에 영국 외무부의 정보조사부에 작가로 부적합하다고 여긴 사람들의 목록에 있었다.

## 사망
듀랜티는 1957년 올랜도에서 73세의 나이로 사망했다.

## 듀랜티의 작업에 대한 학술 연구
틀:Moresources
듀랜티는 소련과 그 지도부에 대한 의견이 강하게 나뉘었던 시기에 보도했다.
1934년 소련의 국제연맹 가입은 일부에게 낙관적으로 보였다. 다른 이들은 파시즘과 공산주의 간의 피할 수 없는 대결이 개인에게 어느 한쪽을 선택하도록 요구한다고 보았다.
듀랜티 시대의 많은 기자들은 소련에 유리하게 보도를 왜곡했다. 일부는 대공황을 겪고 있는 자본주의 세계와 대조를 이뤘고; 일부는 공산주의에 대한 진정한 믿음으로 글을 썼으며; 일부는 모스크바에서 추방되어 생계를 잃을까 봐 두려워했다. 본국에서 많은 편집자들은 국가가 수백만 명의 국민을 고의로 굶겨 죽일 것이라고 믿기 어려워했다. 듀랜티의 뉴욕 타임스 기사는 1932년 신문 독자들에게 많은 좌절감을 안겨주었는데, 이는 신문의 사설 페이지에 실린 입장과 직접적으로 모순되었기 때문이었다.

### 1932–1933년 소련 기근과 1938년 모스크바 공개 재판
듀랜티는 모스크바에 거주할 때나 그 이후에도 뉴스를 보도하기보다는 이오시프 스탈린과 소련의 공식 선전 (사회학)에 순종했다는 비판을 받아왔다. 예를 들어, 그는 나중에 스탈린의 권위에 대한 잠재적 도전자를 제거하기 위해 조작된 1938년 스탈린의 모스크바 재판을 옹호했다.
그의 작업에 대한 주요 논란은 농업이 강제로 그리고 급속히 "집단화"된 후 소련의 특정 지역을 강타한 1930년대 소련 대기근에 대한 그의 보도에 남아 있다. 그는 "기근이나 실제 기아는 없으며 앞으로도 없을 것"이며 "러시아의 기근에 대한 어떤 보고서도 오늘날 과장되거나 악의적인 선전이다"라고 말하는 보고서를 발표했다. 가장 큰 영향을 받은 지역 중 하나인 우크라이나에서는 이 재앙이 오늘날 홀로도모르로 알려져 있다.
1960년대 후반부터 듀랜티의 작업은 기근을 보고하지 못한 것에 대해 점점 더 많은 비판을 받아왔다. 로버트 콘퀘스트는 《대공포》(The Great Terror, 1968), 《슬픔의 수확》(The Harvest of Sorrow, 1986), 그리고 가장 최근에는 《황폐한 세기에 대한 성찰》(Reflections on a Ravaged Century, 1990)에서 듀랜티의 보도를 비판했다. 조셉 알솝과 앤드류 스터포드는 퓰리처상 논란 동안 듀랜티에 대해 반대 의견을 표명했다. 알솝은 "거짓말은 듀랜티의 주특기였다"고 논평했다. 회고록에서 당시 맨체스터 가디언의 모스크바 특파원이었던 영국 언론인 말콤 머거리치는 듀랜티의 "지속적인 거짓말"에 대해 이야기했으며 다른 곳에서는 그를 "내가 아는 가장 큰 거짓말쟁이"라고 불렀다.

### 듀랜티가 알았던 것과 시기
한편 듀랜티가 다른 사람들에게 한 말에 따르면, 그는 재난의 규모를 완전히 알고 있었다는 것이 분명했다. 1934년에 그는 모스크바 주재 영국 대사관에 지난 한 해 동안 소련에서 기근으로 인해 직간접적으로 1천만 명에 달하는 사람들이 사망했을 수 있다고 비공식적으로 보고했다.
영국 정보기관과 1932년부터 1934년까지 소련에서 일했던 미국 엔지니어 자라 위트킨은 듀랜티가 기근의 성격과 규모에 대한 정보를 고의적으로 왜곡했음을 확인했다.
듀랜티가 기근에 대해 의도적으로 오도한 것이 강압 때문이라는 몇 가지 징후가 있다. 콘퀘스트는 듀랜티가 그의 성적 기호로 인해 협박을 받고 있었다고 믿었다.
1944년 그의 책에서 듀랜티는 1932-34년의 보도에 대해 후회하는 어조로 썼지만, 오직 스탈린주의적인 변명만을 내놓았다. 그는 "계급의 적"뿐만 아니라 충성스러운 공산주의자들도 포함하여 사람들이 굶어 죽었다는 것을 인정했지만, 이는 스탈린이 임박한 일본 침공(10년 전 시베리아 개입의 재연)을 저지할 만큼 적군을 무장시키기 위해 징발을 명령할 수밖에 없었기 때문이라고 말했다. 다시 말해, 스탈린이 총칼을 들이대어 인구를 집단화하려 했기 때문이 아니라, 임박한 군사적 파멸로부터 소련을 구하기 위함이었다는 것이다. 스탈린이 일본 침략을 예상했을 가능성(항상 외국 공격을 예상했다)은 있지만, 오늘날 대부분의 역사가들은 그것이 그의 유일한 동기였다는 견해를 받아들이지 않는다.

## 1990년–2003년 퓰리처상 박탈 요구
듀랜티의 소련 우크라이나 기근 보도에 대한 논란과 우려는 1932년 그가 받은 퓰리처상을 사후에 상징적으로 박탈하려는 움직임으로 이어졌다.
샐리 J. 테일러의 비판적 전기 《스탈린의 변론가》(1990)에 대한 반응으로, 뉴욕 타임스는 사설 위원회 위원인 칼 마이어에게 듀랜티의 타임스 기사에 대한 서명 사설을 쓰도록 지시했다. 1990년 6월 24일의 신랄한 글에서 마이어는 듀랜티의 기사가 "이 신문에 실린 최악의 보도 중 일부"라고 썼다. 마이어는 듀랜티가 스탈린의 부상에 자신의 경력을 걸었고 "스탈린의 범죄를 무시하거나 변명함으로써 그것을 지키려 애썼다"고 말했다. 퓰리처 위원회는 1990년에 이 상을 재고려했지만, 수여된 대로 유지하기로 결정했다. 4년 전, 로버트 콘퀘스트의 《슬픔의 수확》(1986)에 대한 1986년 뉴욕 타임스 리뷰에서, 전 모스크바 지국 기자 크레이그 휘트니는 듀랜티가 기근이 거의 끝날 때까지 사실상 무시했다고 썼다.
2003년, 우크라이나 캐나다 시민 자유 협회의 국제 캠페인에 따라 퓰리처 위원회는 새로운 조사를 시작했고, 뉴욕 타임스는 컬럼비아 대학교의 러시아 역사 교수인 마크 폰 하겐을 고용하여 듀랜티의 작업을 전반적으로 검토하게 했다. 폰 하겐은 듀랜티의 보고서가 불균형하고 비판적이지 않았으며, 너무 자주 스탈린주의 선전 (사회학)에 목소리를 주었다는 것을 발견했다. 언론과의 인터뷰에서 그는 "뉴욕 타임스의 명예를 위해 상을 철회해야 한다"고 말했다. 타임스는 폰 하겐의 보고서를 퓰리처 위원회에 보냈고, 위원회가 적절하다고 판단하는 조치를 취하도록 맡겼다.
보고서에 첨부된 서한에서 뉴욕 타임스 발행인 아서 옥스 설즈버거 주니어는 듀랜티의 작업을 "엉성하다"고 말했으며, "그의 편집자들과 퓰리처 심사위원들은 70년 전에 그것이 무엇인지 알아차렸어야 했다"고 덧붙였다.
결국 퓰리처상 위원회 관리자인 시그 기슬러는 수상을 취소하지 않았다. 2003년 11월 21일 보도 자료에서 그는 1931년에 퓰리처상에 제출된 듀랜티의 13개 기사와 관련하여 "이 경우 관련 기준인 고의적인 기만에 대한 명확하고 설득력 있는 증거가 없었다"고 밝혔다.
러시아-우크라이나 전쟁의 일부인 2022년 러시아의 우크라이나 침공은 이 결정에 대한 새로운 관심을 불러일으켰다. 뉴욕 타임스의 전 편집장 빌 켈러는 2003년에 상을 돌려주지 못한 것에 대해 공개적으로 후회를 표하며 "퓰리처상은 단순히 한 작품에 대한 찬사가 아니다. 적어도 기자의 성과에 대한 찬사를 의미하며, 듀랜티의 성과는 부끄러운 일이었다"고 말했다.

## 문학상
(퓰리처상 외)
- 오 헨리상, 1등상, 1928년, "앵무새", Redbook, 1928년 3월.

## 대중문화에서
듀랜티는 영화 미스터 존스 (2019년 영화)(2019)에서 피터 사즈가드가 연기한다. 이 영화는 기자 가레스 존스가 우크라이나에서 무슨 일이 일어나고 있는지 진실을 찾고, 스탈린의 크렘린과 듀랜티의 반대와 부인에도 불구하고 그 이야기를 세상에 알리려 노력하는 이야기를 다룬다.

## 저작

### 책
(연대순)
- The Curious Lottery and Other Tales of Russian Justice. 뉴욕: Coward–McCann, 1929
- Red Economics. 뉴욕: Houghton Mifflin Company, 1932
- Duranty Reports Russia. 뉴욕: 바이킹 프레스, 1934
- I Write As I Please. 뉴욕: Simon and Schuster, 1935
- Europe—War or Peace? World Affairs Pamphlets No. 7. 뉴욕: Foreign Policy Association and 보스턴: World Peace Foundation, 1935.
- Solomans Cat. 그랜드 래피즈: Mayhew Press, 1937.
- One Life, One Kopeck – A Novel. 뉴욕: Simon and Schuster, 1937
- Babies Without Tails, Stories by Walter Duranty. 뉴욕: Modern Age Books, 1937
- The Kremlin and the People. 뉴욕: Reynal & Hitchcock, 1941
- USSR: The Story of Soviet Russia. 뉴욕: J.B. Lippincott Company, 1944
- Stalin & Co.: The Politburo, The Men Who Run Russia. 뉴욕: W. Sloane Associates, 1949

### 정기 간행물
(기여자)
- "The Parrot", Redbook, 1928년 3월.
- ASIA 매거진, 35권 11호; 1935년 11월.
- ASIA 매거진, 36권 2호; 1936년 2월.

### 1932년 퓰리처상 제출 기사
뉴욕 타임스 11부작 시리즈:
- "오늘날의 붉은 러시아는 공산주의가 아닌 스탈린주의에 의해 지배된다" (1931년 6월 14일)
- "사회주의가 소련 프로그램의 첫 번째 목표; 무역 이득은 두 번째" (1931년 6월 16일)
- "스탈린주의는 세계 혁명 사상을 보류한다; 먼저 러시아를 얻기 위해" (1931년 6월 18일)
- "산업적 성공은 소련이 새로운 세계 정책을 펼치도록 고무한다" (1931년 6월 19일)
- "무역 균형이 새로운 소련의 목표" (1931년 6월 20일)
- "소련은 가장 광범위한 통제로 의견을 고정시킨다" (1931년 6월 22일)
- "소련 검열은 러시아에게 가장 큰 피해를 준다" (1931년 6월 23일)
- "스탈린주의는 마르크스의 이름으로 적들을 분쇄한다" (1931년 6월 24일)
- "적군은 평화에 위협이 되지 않는 것으로 간주된다" (1931년 6월 25일)
- "스탈린주의는 소수 민족 문제를 해결한다" (1931년 6월 26일)
- "스탈린주의의 특징은 당 규율이다" (1931년 6월 27일)

뉴욕 타임스 매거진 기사 두 편:
- "러시아인은 세계를 본다" (1931년 3월 29일)
- "스탈린의 러시아는 철인 이반의 메아리다" (1931년 12월 20일)

### 번역
- 라파예트 에스카드릴의 이야기, 사령관 조르주 테노 대위가 들려주다. 월터 듀랜티 번역. 보스턴: Small, Maynard & Company (1921).

## 같이 보기
- 가레스 존스
- 언론 스캔들
- 리온 포이히트방거
- 루이 피셔
- 말콤 머거리치
- 모스크바로 간 위대한 여정
- 터커 칼슨의 블라디미르 푸틴 인터뷰

### 스탈린 숙청 옹호
- "모스크바 재판"
- S. J. 테일러의 "스탈린의 변론가"

### 월터 듀랜티의 퓰리처상 기사
- "오늘날의 붉은 러시아는 공산주의가 아닌 스탈린주의에 의해 지배된다" 보관됨 2006-08-19 - 웨이백 머신
- "사회주의가 소련 프로그램의 첫 번째 목표; 무역 이득은 두 번째"
- "스탈린주의는 세계 혁명 사상을 보류한다; 먼저 러시아를 얻기 위해"
- "산업적 성공은 소련이 새로운 세계 정책을 펼치도록 고무한다"
- "무역 균형이 새로운 소련의 목표"
- "소련은 가장 광범위한 통제로 의견을 고정시킨다"
- "소련 검열은 러시아에게 가장 큰 피해를 준다"
- "스탈린주의는 마르크스의 이름으로 적들을 분쇄한다"
- "적군은 평화에 위협이 되지 않는 것으로 간주된다"
- "스탈린주의는 소수 민족 문제를 해결한다"
- "스탈린주의의 특징은 당 규율이다"
- "러시아인은 세계를 본다"
- "스탈린의 러시아는 철인 이반의 메아리다"

### 퓰리처상 논란
- 월터 듀랜티의 1932년 퓰리처상 박탈 캠페인 관련 기사 섹션
- 영국 우크라이나인 협회 – 듀랜티 시위 사이트
- 우크라이나 캐나다 시민 자유 협회 (UCCLA) – W. 듀랜티 시위
- 미국 우크라이나인 의회 위원회 월터 듀랜티와 홀로도모르 관련 공식 사이트
- 자라 위트킨의 소련 회고록, 208–210페이지 참조
- 퓰리처상 위원회 월터 듀랜티의 1932년 수상에 대한 성명
- 마르키안 펠레크, "시그바드 기슬러의 월터 듀랜티 1932년 퓰리처상 성명에 대한 비판"
- 뉴욕 타임스 월터 듀랜티의 1932년 퓰리처상 수상에 대한 성명
- 마르키안 펠레크, "뉴욕 타임스, 월터 듀랜티의 1932년 퓰리처상 무효화 인정"
- "우크라이나인, 친스탈린 작가 퓰리처상 박탈 요구", 가디언, 2003년 5월 4일.